# Epic Mickey
Epic Mickey (por vezes, comercializado como Disney Epic Mickey) é um jogo eletrônico da série Mickey Mouse, desenvolvida pelo designer Warren Spector, da Junction Point Studios para o Wii.

## História
Mickey Mouse, por curiosidade, entra na oficina de Yen Sid através de um portal escondido em seu espelho e descobre a maquete de uma terra semelhante à Disneylândia que o feiticeiro criou para desenhos esquecidos e a ferramenta usada para criá-lo, o pincel mágico. Mexendo com o pincel e um pouco de tinta para fazer uma escultura de si mesmo, Mickey acidentalmente cria o Mancha Sombria (baseado, por sua vez, no Mancha Negra). Em pânico, ele rapidamente tenta apagar o monstro jogando removedor sobre ele, mas derrama mais tinta no modelo. Ao ver Yen Sid se aproximando, Mickey rapidamente tenta limpar a bagunça, mas em sua pressa, derrama mais removedor na tinta derramada enquanto foge de volta para sua casa, enquanto o Mancha, tendo sobrevivido à tentativa de Mickey de destruí-lo, entra por um portal criado pela mistura de tinta / removedor e assume o controle do mundo em ruínas de seu primeiro residente, Osvaldo, o Coelho Sortudo.
Depois de muitas décadas de fama após o acidente, Mickey tinha se esquecido de tudo até que o Mancha Sombria entra em sua casa através do espelho e o sequestra para um mundo esquecido em ruínas, agora chamado por esta época de Refugolândia. Osvaldo durante esse tempo teve sua vontade e sua mente distorcidas por anos de esconderijo e seu ciúme da ascensão de Mickey à fama, sem saber do enigmático Médico Louco (que anteriormente era leal a Osvaldo antes de se aliar ao Mancha) e o plano do Mancha para roubar o coração de Mickey, que eles planejam usar para escapar do mundo em ruínas, já que todos os desenhos da Refugolândia foram esquecidos e não podem deixá-la por não terem mais corações próprios. No entanto, Mickey se liberta antes que eles possam ter sucesso e espanta o Mancha com o pincel de Yen Sid, forçando o Médico Louco a fugir. Osvaldo, que os estava espionando, também foge após adulterar as máquinas do cientista, deixando Mickey para lidar com o braço mecânico hostil.
Gus, um dos Gremlins (que serve como mecânico e ajudante na Refugolândia) ajuda Mickey a desativar o braço mecânico e escapar do Castelo Beleza Negra, que o Médico Louco estava usando como esconderijo. Mickey também descobre que absorveu um pouco da tinta do Mancha. Durante sua jornada pela terra esquecida, Mickey é guiado por Gus e fica armado com o pincel de Yen Sid, que concede a Mickey o poder de borrifar tinta e removedor mágico, com os quais ele pode pintar ou apagar objetos de desenho e lute contra Manchas e Insetoperários (robôs do mal construídos por o Médico Louco). Depois de viajar pela Vila Gremlin e lutar contra a Torre do Relógio (que  aparentemente ficou louco depois de ouvir a música "It's a Small World" sem parar por décadas), Ele chega à Rua Principal, principal residência dos desenhos da Refugolândia. Mickey usa o pincel para restaurar os locais a fim de arrumar sua bagunça e ganhar a confiança de Osvaldo. Depois de passar por Osvila e pelo Monte Mickeyjunk, eles encontram Osvaldo, que relutantemente concorda em ajudar Mickey a escapar. Eles vão para Tommorrow City e encontram um foguete que podem usar para sair, mas Osvaldo descobre que o Médico Louco roubou partes essenciais dele para usar em seus planos malignos, então Mickey vai buscá-los. Ele recupera a primeira parte depois de derrotar Bafotrônico (uma versão robótica do Bafo baseada em Tron da franquia homônima), a segunda após derrotar uma versão mecânica do Capitão Gancho na Terra da Aventura, e confronta o Médico Louco no Solar Solitário. Depois de ser derrotado, ele revela ter se transformado em um animatrônico, o que lhe permitirá sobreviver à revolta do Mancha antes de ser enviado voando após Gus remover a última peça de propulsão de seu hovercraft. Depois de adquirir todas as partes do foguete, o trio repele um ataque no Monte Mickeyjunk.
Depois de derrotar o inimigo, Mickey descobre que o Mancha que ele tinha acabado de lutar, junto com todos os Manchas que Mickey encontrou, eram apenas respingos do original. Osvaldo também revela que ele e sua namorada, Hortência, tentaram e conseguiram selar o Mancha, mas Hortência foi afetada no processo e entrou em um estado inerte. Ao tentar se reconciliar, Mickey finalmente supera seu envolvimento no chamado "Desastre do Removedor", e revela tudo para Osvaldo, que perde a paciência. Enquanto pula furiosamente sobre a rolha que fecha o Jarro, o coelho acidentalmente faz com que a rolha se quebre, permitindo que a verdadeira forma do Mancha - um espectro gigante de removedor - escape de sua prisão para o mundo. Ele pega Osvaldo e Gus, ameaçando matá-los se Mickey não lhe der seu coração. Então Mickey o faz, e o Mancha inicia a destruição da Refugolândia antes de passar para o mundo dos desenhos animados (o atual universo Disney) para causar estragos lá. Depois de impedir a invasão dos Manchas, o trio tenta usar o foguete para chegar ao vilão, mas acabam caindo no Castelo Beleza Negra após o Mancha absorver a tinta do foguete. O grupo segue até o topo do castelo, onde derrota os lacaios restantes do Mancha antes de ser engolido pelo próprio. Os três conseguem destruí-lo, eliminando seu exterior com fogos de artifício carregados de tinta no castelo e resgatando o coração de Mickey de dentro. Osvaldo se reúne com Hortência e torna-se amigo de Mickey, e os dois possivelmente se unem como irmãos. Com a Refugolândia agora se regenerando, Mickey é mandado de volta à oficina de Yen Sid e retorna para casa através do espelho, que é selado pelo mago para evitar que Mickey entre novamente e cause mais caos.
Independentemente das ações do jogador (cujas consequências positivas ou negativas são mostradas por Yen Sid no final), a cena pós-créditos revela que Mickey ainda tem uma fração da tinta do Mancha, possibilitando-lhe um retorno à Refugolândia.

## Personagens
- Mickey(Bret Iwan): O único personagem jogável do jogo. Ele foi levado a força para a Refugolândia pelo Mancha Fantasma. O Médico Louco e Mancha querem seu coração para comandarem seu mundo de origem.

- Gus(Bob Joles): É o "conselheiro" de Mickey. O jogo todo ele fala com Mickey explicando os fatos da Refugolândia.

- Osvaldo(Frank Welker): Um coelho que namora a gata Hortência. Ele é o meio-irmão de Mickey e pai dos coelhinhos. Ele não teve uma relação muito tranquila com Mickey ao longo do jogo e ficou furioso a ponto de querer brigar com ele mano-a-mano quando Mickey conta que causa o acidente, mas se alia com ele em Epic Mickey: Poder em Dobro.

- Hortência(Audrey Wasilewski): É a namorada de Osvaldo. Ela foi petrificada por Mancha como diz Osvaldo e foi recuperada no final do jogo.

- João Bafo-de-Onça(Jim Cummings): É o arqui-inimigo de Mickey, mas faz uma amizade com ele no jogo. Ele tem quatro versões: Pequeno Bafo, Bafotrônico, Bafo Pan (paródia de Peter Pan) e Coronel Bafo. Ele normalmente mandará missões para prender gangues de coelhinhos na Rua Principal.

- Coelhinhos: São os milhões de filhos gerados por Osvaldo e Hortência. Há alguns no Monte Mickeyjunk e em uma parte do jogo, na Rua Principal.

## Robôs Animatrônicos

### Aliados
- Pateta Animatrônico(Bill Farmer): É uma versão robótica do Pateta que vive em Osvila e tem duas missões: achar suas partes e mandar o quadro de Hortência.

- Margarida Animatrônica(Tress MacNeille): É uma versão robótica da Margarida que vive na Terra da Aventura e tem duas missões: achar suas partes e seu álbum.

- Donald Animatrônico(Tony Anselmo): É uma versão robótica do Donald que vive no Beco do Mancha e tem três missões: achar suas partes, consertar seu barco em Osvila e achar seu boneco Voo Doo.

### Inimigos
- Médico Louco(Dave Wittenberg): É um cientista maluco que pretende roubar o coração de Mickey. Foi mostrado que ele é um animatrônico em sua última aparição no Sótão do Solar Solitário.

- Gancho(Corey Burton): É o Capitão Gancho Animatrônico. ele aparece no clip do Smee e No Joly Roger.

- Insetoperários: São os robôs do Médico Louco e contem quatro tipos: Aves Animatrônicas, Aranhas Animatrônicas, Piratas Animatrônicos e Robôs Comuns.

## Outros personagens
- Pequeno Bafo(Jim Cummings): É uma versão do Bafo de aparência holandesa que ataca o jogador a menos que ele encontre seu diário de bordo, encontrado no navio encalhado da Vila Gremlin.

- Relógio da Torre: É uma torre relógio gigante que aparece como o primeiro chefão do jogo.

- Bafotrônico(Jim Cummings): É uma versão tecnológica do Bafo, e tem uma bomba de tinta e removedor bem grande nas costas.

- Mancha Negra(Frank Welker): É um "clone" do Mancha porém é menor, não têm chifres e é mais fácil de derrotar.

- Mancha(Frank Welker): Seu nome verdadeiro é Mancha Sombria, mas é só mencionado como Mancha. Ele também tenta roubar o coração de Mickey.

## Locais
- Rua Principal: É a cidade principal do jogo. Lá moram Bafo e Horácio além de outros cartoons esquecidos.

- Osvila: É outra cidade do jogo. Ela tem uma fonte de diluente no centro. Lá moram o Pateta Animatrônico, a Clarabela, entre outros.

- Terra da Aventura: É uma cidade "pirata" que tem muitos piratas e a Margarida.

- Bog Easy: É uma cidade que tem fantasmas e um pântano assombrado. O Donald vive nesta área da Refugolândia.

- Tomorrow City: É a segunda cidade mais tecnológica do jogo, onde se pode encontrar uma das partes do Pateta.

- Viagem Espacial: Lá contem muitos carros movidos pelo trilho e geradores de eletricidade e é a cidade mais tecnológica do jogo.

- Castelo Beleza Negra: É um castelo que abriga o laboratório do Médico Louco e que tem um Gremlin preso numa plataforma.

- Vila dos Gremlins: É uma vila que tem as casas dos Gremlins, o barco do Pequeno Bafo, uma torre com um relógio em cima e uma bomba de tinta e removedor.

- Monte Mickeyjunk: É uma montanha que tem um bando de coelhinhos e alguns insetoperários. Ela é feita de brinquedos, gibis, broches e outras coisas associadas ao Mickey.
- Solar Solitário: Uma mansão mal assombrada na qual os fantasmas costumavam morar até que o órgão ficou louco, e cabe a Mickey acalmá-lo. É lá onde se localizam as peças do Donald também.